# Willa Runo w Zalesiu Dolnym
Willa Runo – willa zlokalizowana w Zalesiu Dolnym (części Piaseczna) przy ulicy Dębowej.

## Architektura
Willę według projektu Borysa von Zinserlinga, wybudowano w 1933 dla Teodozego Nosowicza (współtwórcy polskiej gospodarki morskiej, bliskiego współpracownika Eugeniusza Kwiatkowskiego) i zgodnie z jego wskazówkami w stylu funkcjonalistycznym z elementami stylu okrętowego. Obiekt ma nieregularny plan z dwoma półkoliście (okrętowo) zamkniętymi ryzalitami. Do stylu okrętowego nawiązują też liczne balustrady. Budynek wyposażono we wszystkie instalacje. Hol związany z jadalnią pełnił rolę salonu. Parterowe wnętrza wychodzą na ogród szerokimi oknami. Za nimi znajduje się taras z fontanną od północy ujęty półkolistą ścianą z arkadami. Do willi przylegał od północy budynek gospodarczy z dwoma garażami.

## Historia
Nosowicz zmarł w rok po zbudowaniu willi. W domu zamieszkiwali dalej: jego żona, Zofia z Rumlów i ich syn, Olgierd (ur. 1907). Po 1939 obiekt został zajęty przez jednostkę SS i przetrzymywano w nim więźniów. Istnieją niesprawdzone informacje o egzekucjach. Kilkadziesiąt metrów dalej Niemcy rozstrzelali jedenastu mieszkańców Zalesia (1944), a na niezbudowanym placu w pobliżu odprawiano dla nich msze polowe. Po wyparciu Niemców na krótko w willi rezydowała komunistyczna bezpieka. Formalnie budynek był nadal własnością prywatną. Mimo to nastąpiło dokwaterowanie mieszkańców. Na parterze ulokowano bibliotekę. W latach 80. XX wieku obiekt otynkowano ze zmianą kolorystyki.